# Willy Berking
Willy Berking (* 22. Juni 1910 in Düsseldorf; † 21. Mai 1979 in Frankfurt am Main) war ein deutscher Jazz-Posaunist, Bandleader, Komponist und Arrangeur.

## Leben und Wirken
Willy Berking studierte Musik (Klavier, Komposition) in Düsseldorf und anschließend in Berlin, wo er im Alter von 18 Jahren seine erste Big Band gründete. Er hatte sich dem Jazz und besonders dem Swing verschrieben. Von den Nationalsozialisten wurde der Jazz jedoch als „Negermusik“ von offizieller Seite abgelehnt. Er blieb seinem Stil, ein Swing-Orchester nach amerikanischer Prägung zu leiten, jedoch treu. Die Musikstücke mussten dazu jedoch als deutsche Tanzmusik mit deutschen Titeln und deutschem Text getarnt werden. Typisch für ihn war in den 1940er Jahren ein voller Big-Band-Klang wie er in der 1943 in Berlin aufgenommene Eigenkomposition Kein Problem zum Tragen kommt. Als Posaunist tourte er mit verschiedenen Tanz- und Unterhaltungsorchestern dieser Zeit, unter anderem bei der „Goldenen Sieben“ und dem Telefunken-Swing-Orchester unter Heinz Wehner (mit dem er 1934 nach Berlin ging). Ab 1934 studierte er Posaune; 1937 spielte er mit The Lanigiros, 1938 leitete er ein Studioorchester für die Schallplattenmarke Imperial („Berking-Spitzenserie“). Unter diesem Namen brachte er bis in die Kriegsjahre Eigenkompositionen heraus, die dem Hot Jazz verpflichtet waren, wie beispielsweise die Aufnahme Rhythmus!. Auch nahm er mit Adalbert Lutter, Michael Jary und Hans Rehmstedt auf und war in der Propaganda-Bigband „Charlie and His Orchestra“ aktiv. Für seine Studioaufnahmen konnte Berking häufig Rudi Schuricke gewinnen, der für viele Swing-Orchester sang.
Nach dem Zweiten Weltkrieg übernahm er 1946 die Leitung des neugegründeten Tanzorchesters des Hessischen Rundfunks, aus der das Große Tanz- und Unterhaltungsorchester des Hessischen Rundfunks hervorging. Mit diesem Orchester feierte Willy Berking in den 1950er Jahren seine größten Erfolge. Er schrieb Schlager und Instrumental-Titel wie Mixed Pickles oder Trumpet Jump sowie die fünfteilige Suite Brasiliana. Seine Kompositionen wurden von den namhaften Interpreten dieser Zeit gesungen. Für eine Million verkaufter Platten erhielt er 1957 eine Goldene Schallplatte. Zu einer nationalen Berühmtheit wurde Willy Berking durch die Fernseh-Show EWG mit Hans-Joachim Kulenkampff.
Nach einem Herzinfarkt musste Willy Berking die Leitung des Orchesters 1972 aufgeben, sein Nachfolger wurde aus den Reihen des Orchesters Heinz Schönberger. Berking starb 1979 an einer Krebserkrankung.

## Ehrungen

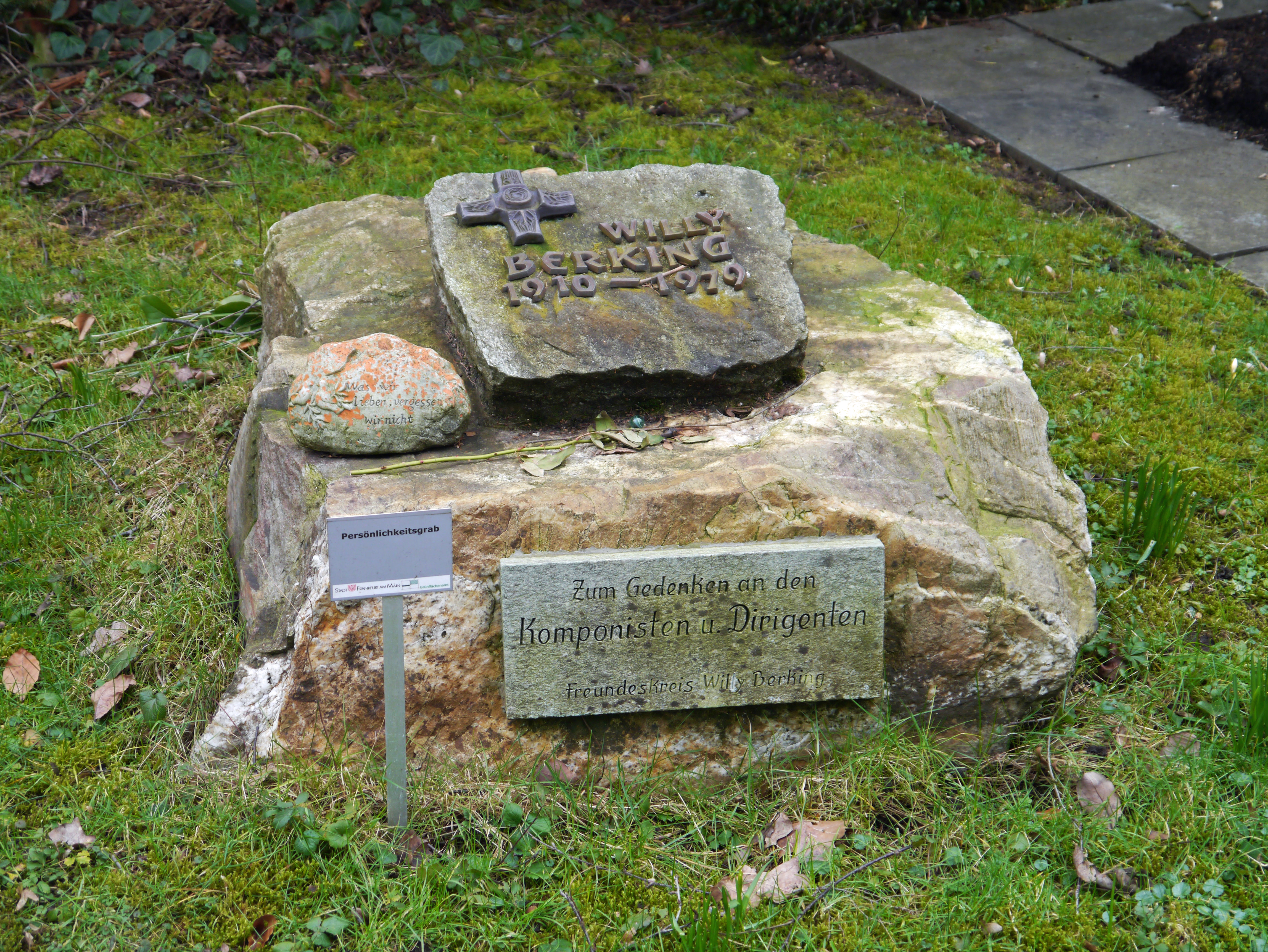
Gedenkstein für Willy Berking auf dem Hauptfriedhof Frankfurt am Main, mit Originalgrabplatte des aufgehobenen Grabes

Im Frankfurter Stadtteil Praunheim ist nach ihm eine Straße, die „Willy-Berking-Straße“ benannt. Ein Gedenkstein befindet sich auf dem Hauptfriedhof, Gewann E an der Mauer 339a.

## Arrangements (Auswahl)
- Pardon, ich habe mich verspätet, 1939 (L. Brühne) Willy Berking mit seinem Tanz-Orchester
- Señor und Señorita, 1940 (Musik: Peter Kreuder/Text: Hans Fritz Beckmann) Willy Berking mit seinen Solisten; Gesang: Rudi Schuricke
- Für eine Nacht voller Seligkeit, 1940 – (Musik: Peter Kreuder/Text: Günther Schwenn) Willy Berking mit seinen Solisten; Gesang: Rudi Schuricke
- Die Männer sind schon die Liebe wert!, 1940 (Adolf Steimel/Ralph Maria Siegel) Willy Berking mit seinen Solisten; Gesang: Rudi Schuricke
- Liebling, was wird nun aus uns beiden?, 1941 (Musik: Schröder/Text: Hans Fritz Beckmann) Willy Berking und sein Orchester; Gesang: Heinz Müller
- Abendsonne, 1943 – (L. Templin) Willy Berking mit seinem Tanz-Orchester
- Hörst Du das Meer, 1943 (S. von Stollberg) Willy Berking mit seinem Tanz-Orchester
- Heute Abend woll'n wir bummeln geh'n, 1943 (Franz Kleindin) Willy Berking mit seinem Tanz-Orchester
- Ein Stern ist vom Himmel gefallen, 1943 (Musik: Peter Kreuder) Willy Berking mit seinem Tanz-Orchester
- Hallo Fräulein, aus dem Tonfilm „Ein Mann mit Grundsätzen“, April 1943, (Musik: Michael Jary; Imperial 17423, Matrize KC29495)